# Pont d’Argenteuil
Der Pont d’Argenteuil ist eine Straßenbrücke über die Seine, die Argenteuil (Département Val-d’Oise) an ihrem rechten Ufer mit einem zur Gemeinde Gennevilliers (Département Hauts-de-Seine) gehörenden Uferstreifen und dem dahinter liegenden Gebiet der Gemeinde Colombes im Nordwesten von Paris verbindet.
Sie steht etwa 500 m unterhalb der Eisenbahnbrücke Argenteuil; die nächste Brücke flussabwärts ist der knapp 1,3 km entfernte Pont-Aqueduc de Colombes.

## Beschreibung
Der heutige Pont d’Argenteuil ist eine vierspurige Straßenbrücke mit breiten Gehwegen, die die Seine und mit einem unmittelbar anschließenden Brückenbauwerk auch den ihrem rechten Ufer folgenden vierspurigen Quai de Bezons überquert, bevor sie in die Avenue Gabriel-Péri führt. Ins Auge fallend ist die Ausschmückung der Brückengeländer mit einer Reihe von Blumenkästen und gelegentlich auch der Gehwege mit kleinen Bäumen in Pflanzkübeln.
Der Pont d’Argenteuil überquert die Seine mit drei Bögen, die Spannweiten von rund 62 + 68 + 62 m haben. Die Brücke ist zwischen den Widerlagern 203 m lang und 19 m breit, einschließlich der Widerlager und Pfeiler ergibt sich eine Länge von 232 m. Ihre zweigelenkigen Bögen zwischen den nach oben durchgehenden steinernen Pfeilern werden jeweils von sechs genieteten, gebogenen Stahlträgern gebildet, die durch diagonale und querverlaufende Verbindungen versteift sind. Die Fahrbahnplatte ist auf den Trägern mit schlanken Stützen aufgeständert, die – anders als bei dem ähnlich aussehenden Pont d’Asnières – nicht weiter verziert sind und den Blick ins Innere des Tragwerks zulassen.

## Geschichte

### Hölzerne Bogenbrücke (1833)
In Argenteuil bestand seit langem eine Fährverbindung über die Seine. 1830 entschied man sich für den Bau einer hölzernen Bogenbrücke mit steinernen Pfeilern. Nach der entsprechenden Ausschreibung genehmigte 1831 ein königlicher Erlass die Vergabe an den Unternehmer Rozier des Bordes im Rahmen einer 99-jährigen Konzession, wonach er die Brücke nach Plänen von Henri Navier (und eine Verbindungsstraße nach Sannois zum Anschluss an die Straße Paris – Le Havre) innerhalb von drei Jahren auf eigene Kosten zu bauen und 99 Jahre lang zu unterhalten und zu reparieren hatte und dafür das Recht erhielt, eine der Höhe nach in der Konzession geregelte Maut zu kassieren. Rozier des Bordes, der auch schon der Pont d’Asnières aufgrund einer ähnlichen Konzession gebaut hatte, brachte beide Brücken später in eine Aktiengesellschaft ein.
Diese Brücke wurde 1870 im Deutsch-Französischen Krieg zerstört. Zunächst ließ die Stadt Argenteuil ein hölzernes Provisorium errichten, das Alfred Sisley auf einem seiner Werke dargestellt hat.

### Gusseiserne Bogenbrücke (1874)
Die wiederaufgebaute Brücke hatte anstelle des hölzernen Überbaus nun sieben gusseiserne Bögen und ein die Brücke deutlich überragendes Mauthäuschen.
Diese Brücke ist von Claude Monet, Auguste Renoir und Gustave Caillebotte teilweise mehrfach gemalt worden.

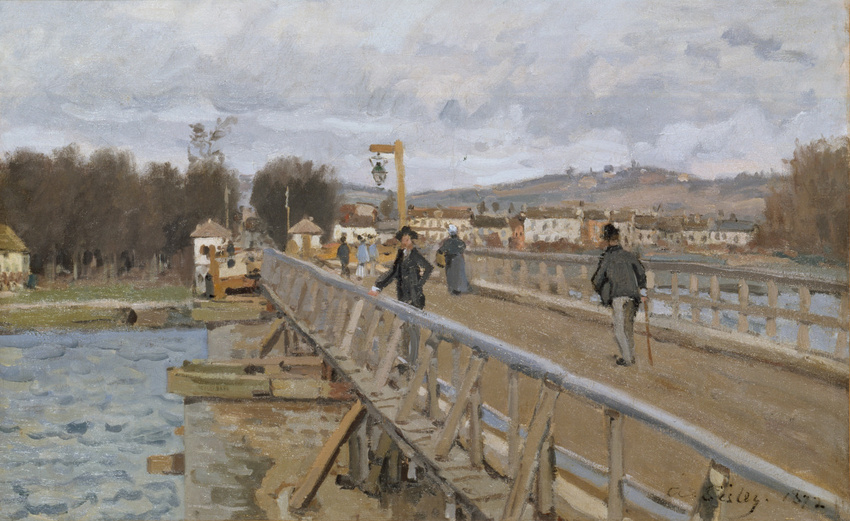
Alfred Sisley: die provisorische Passerelle d'Argenteuil, 1872
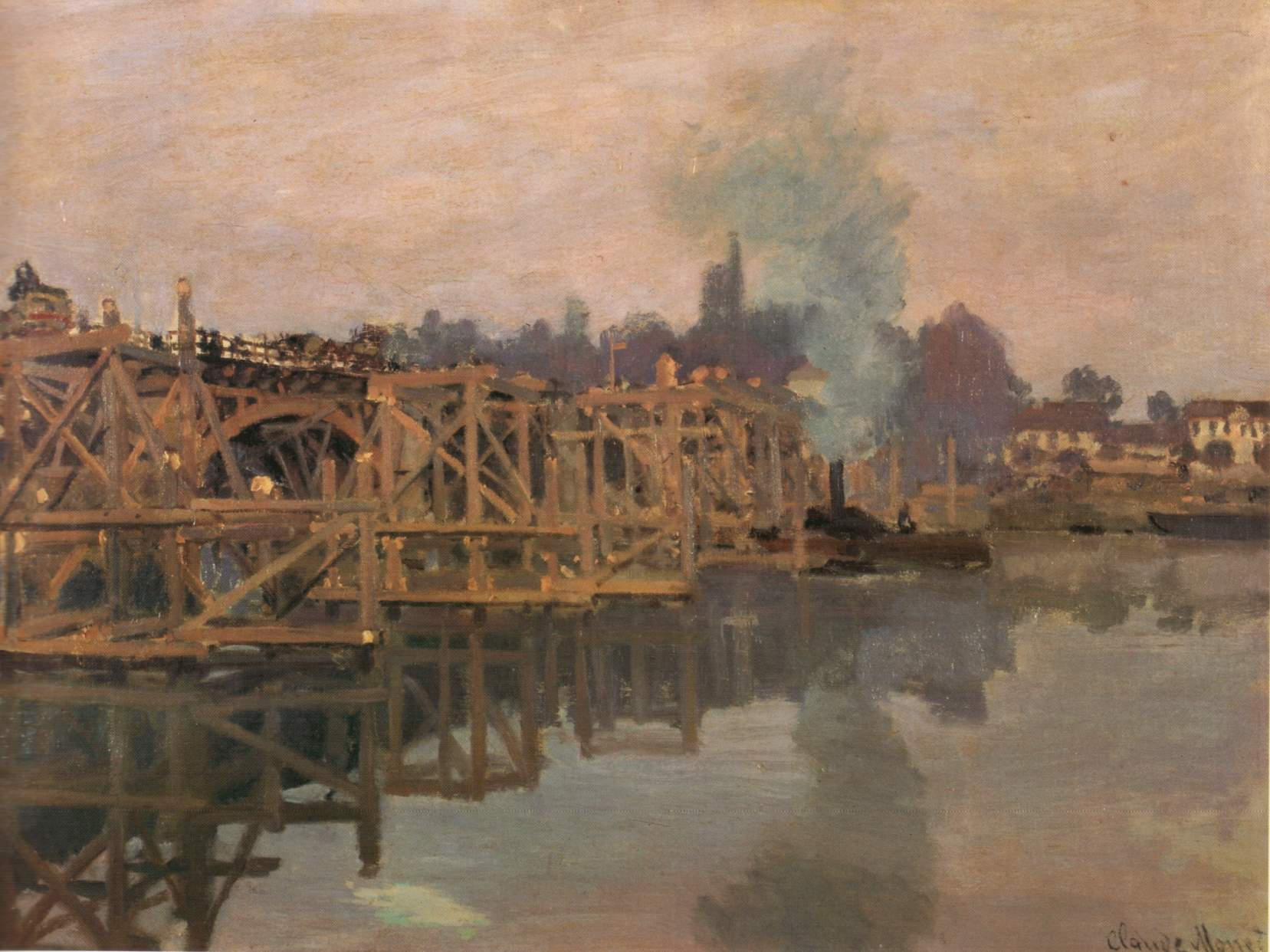
Claude Monet: Argenteuil, le pont en réparation (Die Brücke von Argenteuil während der Reparaturarbeiten), 1872
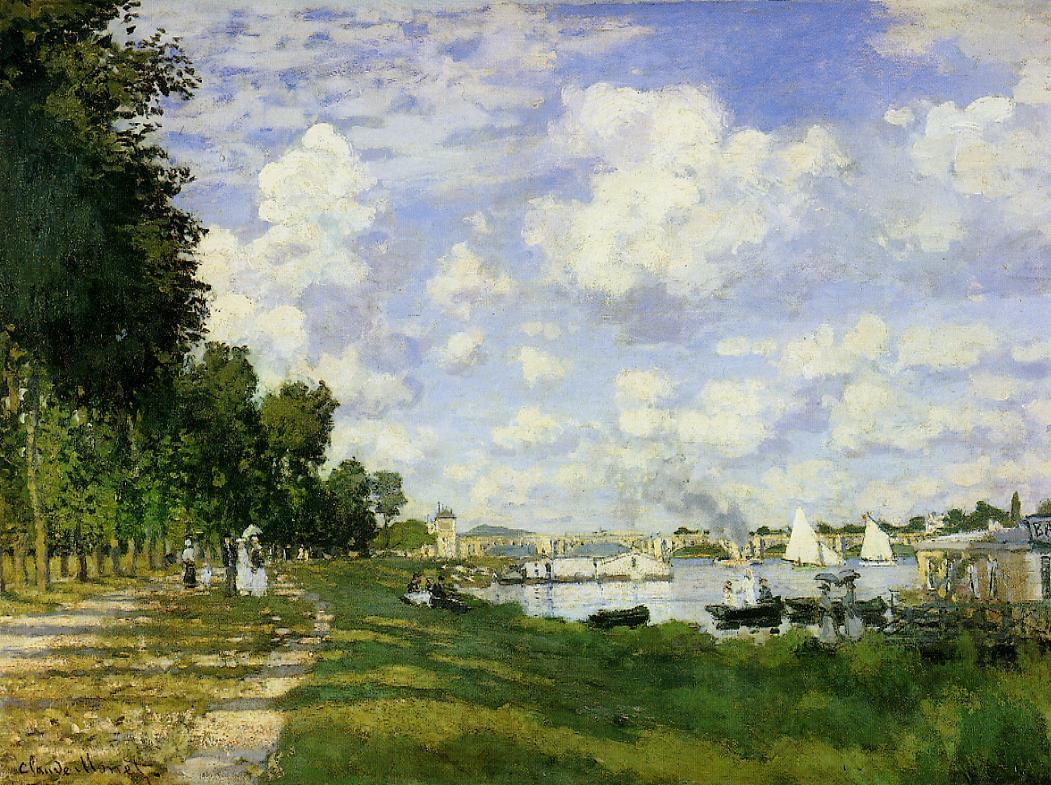
Claude Monet: Bassin d'Argenteuil, 1872 (mit der wiedererrichteten Brücke)
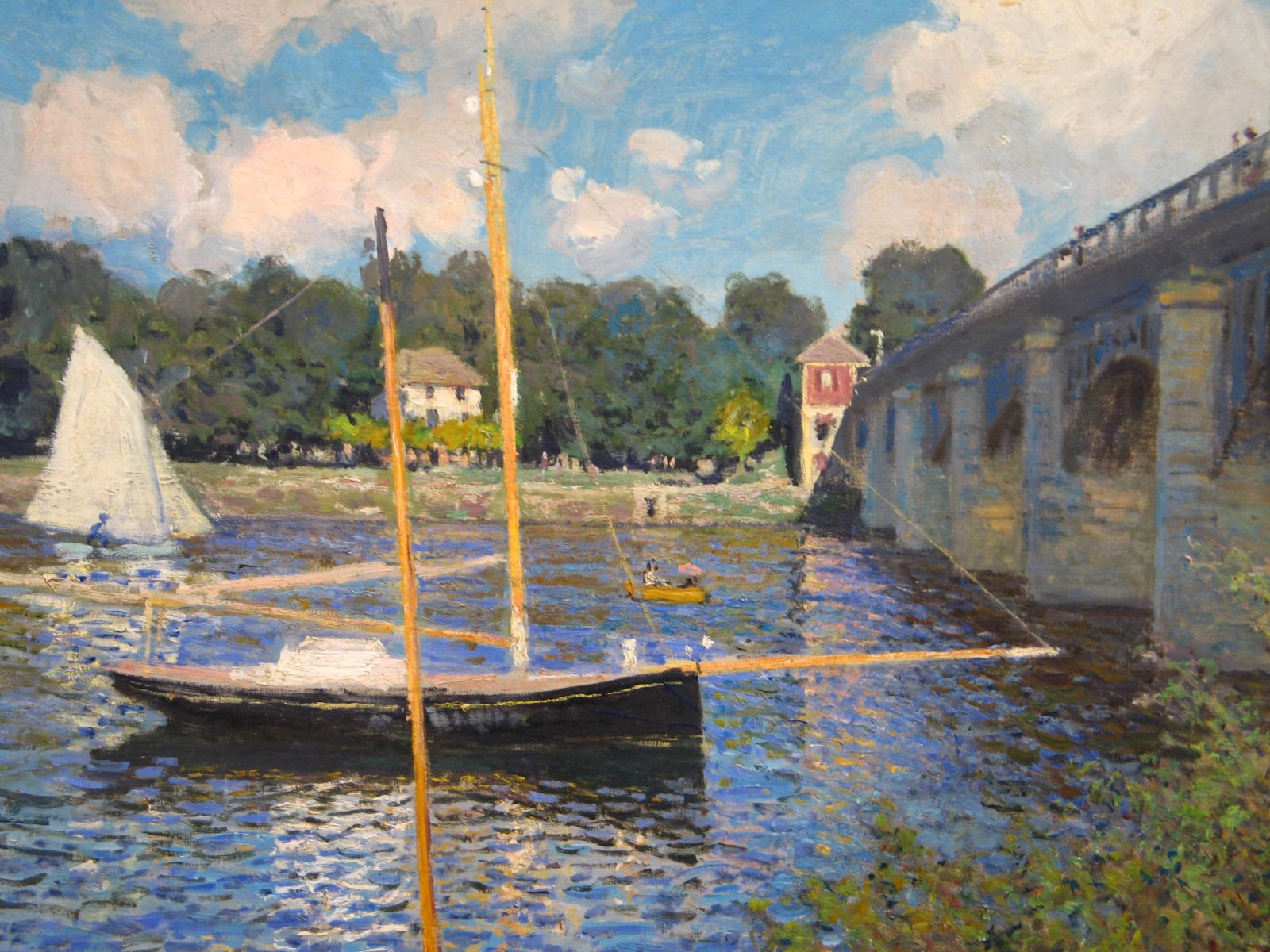
Claude Monet, Pont d'Argenteuil, wohl 1874
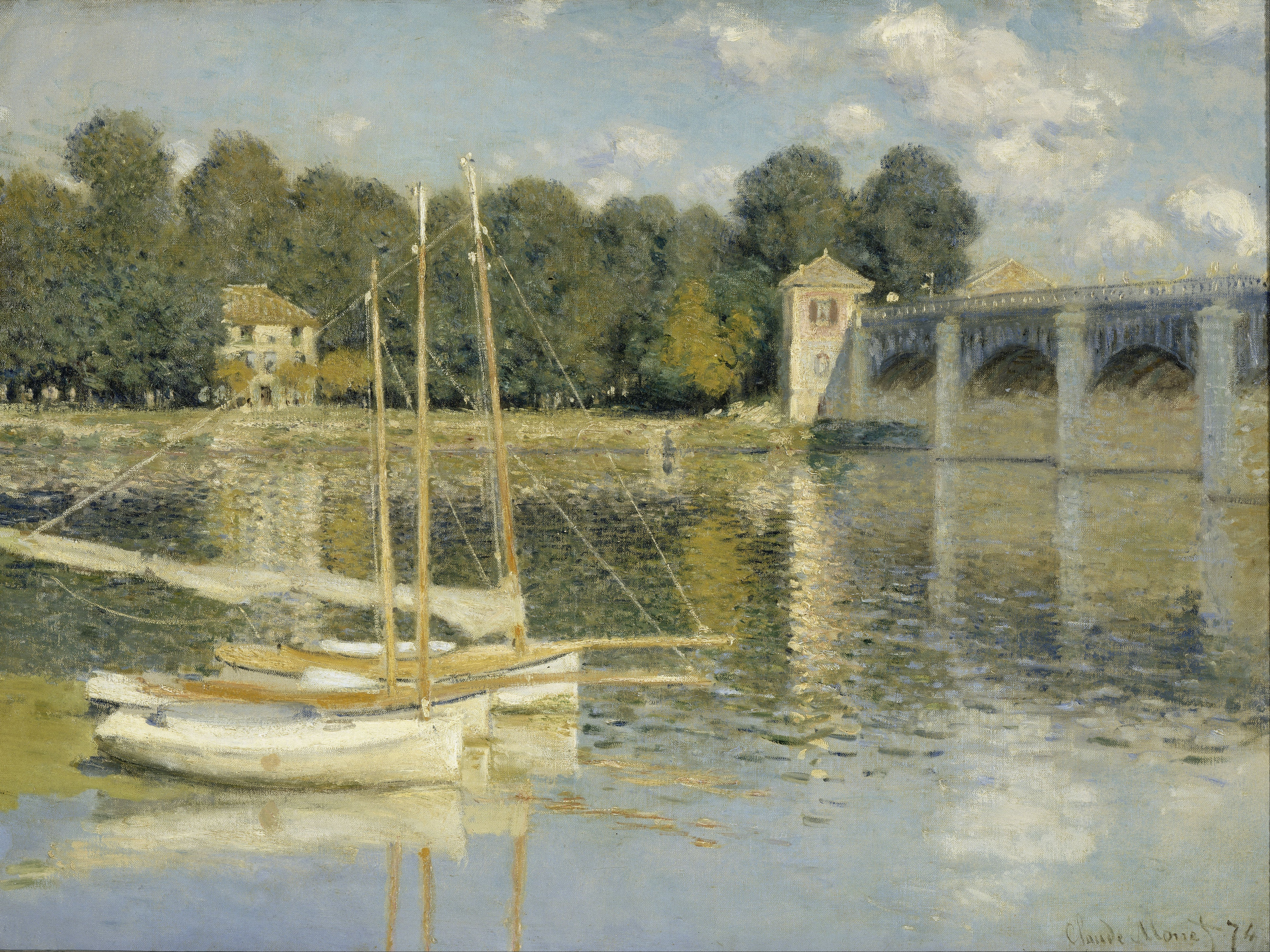
Claude Monet, Le Pont d'Argenteuil, 1874
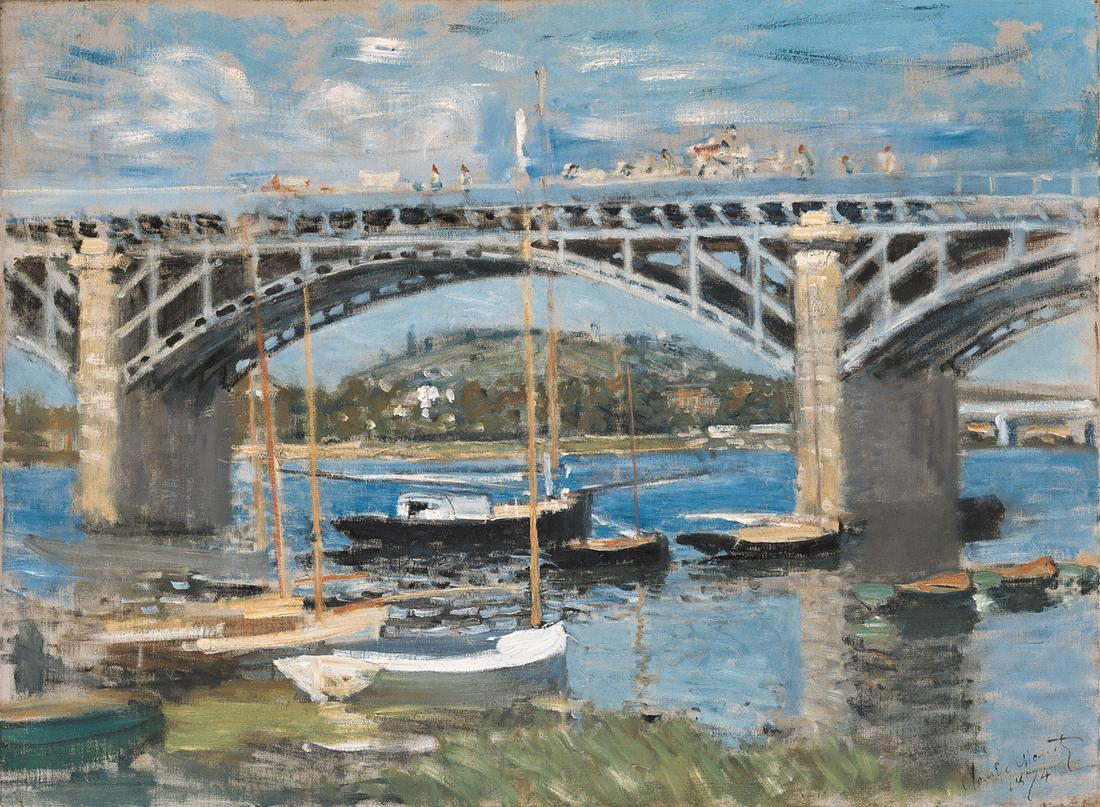
Claude Monet, Seinebrücke bei Argenteuil, 1874
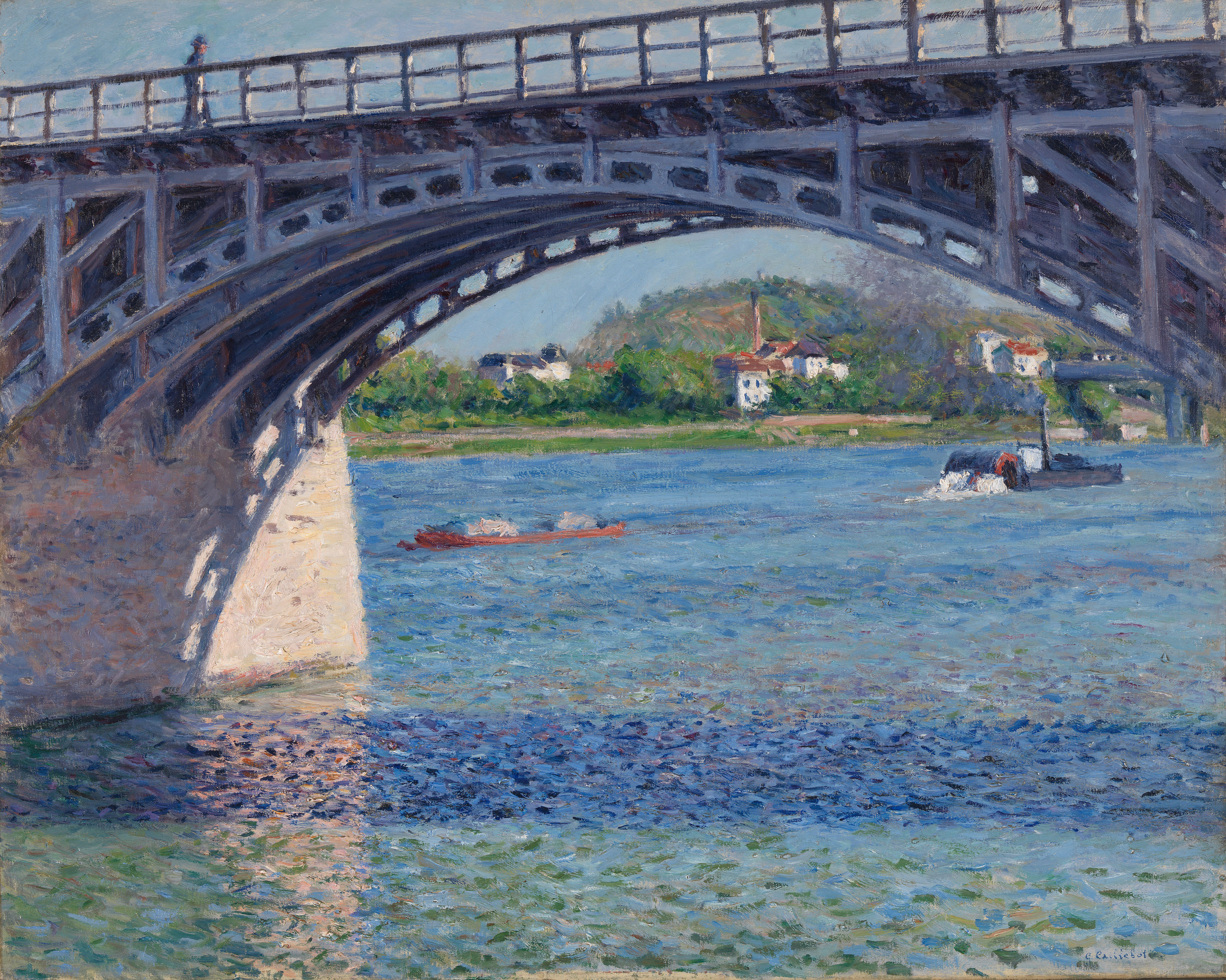
Gustave Caillebotte: Die Brücke von Argenteuil und die Seine, 1885
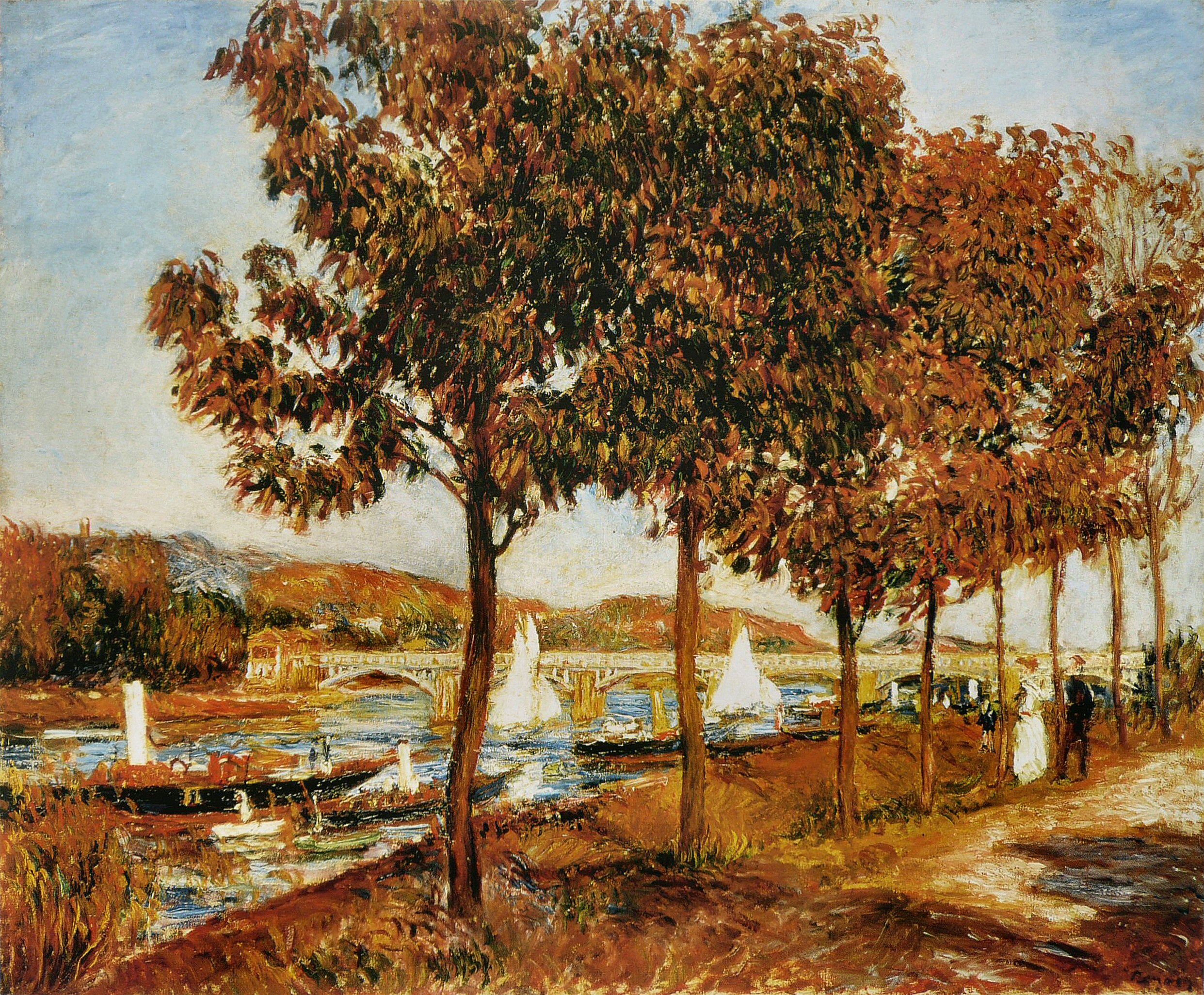
Auguste Renoir: Le Pont d'Argenteuil en automne, 1882
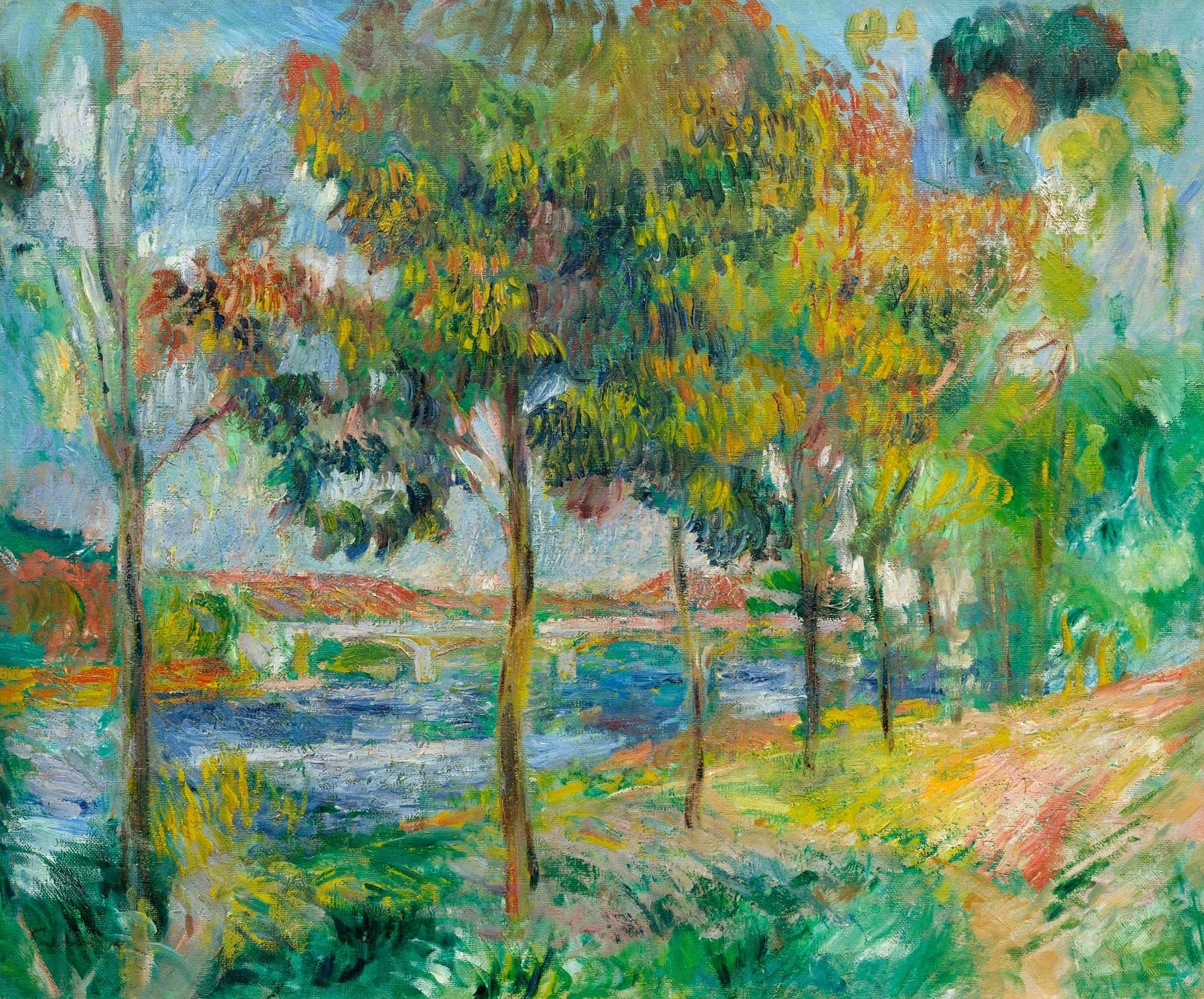
Auguste Renoir: Le Pont d'Argenteuil, um 1888

1940, im Zweiten Weltkrieg wurde der Pont d’Argenteuil zerstört.

### Stahlbogenbrücke (1947)
1947 wurde eine neue – die heutige – Brücke in einem sich an den Pont d’Asnières anlehnenden Stil errichtet.